# Serapias lingua
La serapide lingua (Serapias lingua L., 1753) è una pianta appartenente alla famiglia delle Orchidacee.

## Descrizione

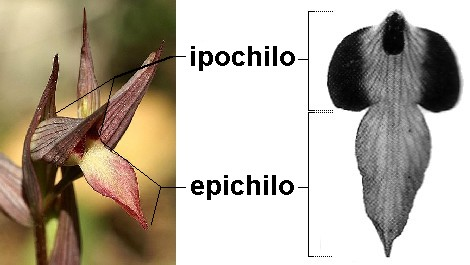
Morfologia del labello di S. lingua

È una pianta erbacea con fusto alto da 10 a 40 cm, di colore verde chiaro che sfuma verso il rosso all'apice.
Le foglie sono lanceolate e di color verde glauco.

Presenta una infiorescenza costituita da pochi fiori (pauciflora).
Le brattee fiorali, verdi o roseo-porporine, sono lanceolate e concave.

Il labello, trilobato e lungo circa il doppio dei petali, presenta alla base dell'ipochilo un grosso callo violiniforme, indiviso, di colore rosso-porporino, che costituisce un carattere distintivo di questa specie; l'epichilo, più lungo dell'ipochilo, si presenta ovato lanceolato e pendente verso il basso. Il ginostemio è stretto, di colore giallo, con pollinii anch'essi gialli.
Periodo di fioritura: da aprile a maggio.

## Biologia
La specie si riproduce comunemente per impollinazione entomofila, ad opera degli imenotteri apoidei Ceratina cucurbitina e Xylocopa iris.
Può riprodursi anche per moltiplicazione vegetativa, con formazione di nuovi individui a partire da una suddivisione dei rizotuberi.

## Distribuzione e habitat
La specie ha un areale steno-mediterraneo che si estende dalla penisola iberica e dal Nord Africa sino alla Grecia.
In Italia è comune nelle regioni meridionali, in Sicilia e in Sardegna, più rara nelle regioni centrali, assente a nord del Po.
Orchidea diffusa nei prati aridi, nelle garighe, in ambienti disturbati, da quote assai modeste fino a 1500 m di altitudine.
Predilige un terreno argilloso-marnoso o tufaceo ricco di humus.

## Tassonomia
È la specie tipo del genere Serapias.

### Ibridi
Serapias lingua può dare vita ad ibridi con altre specie di Serapias tra cui:

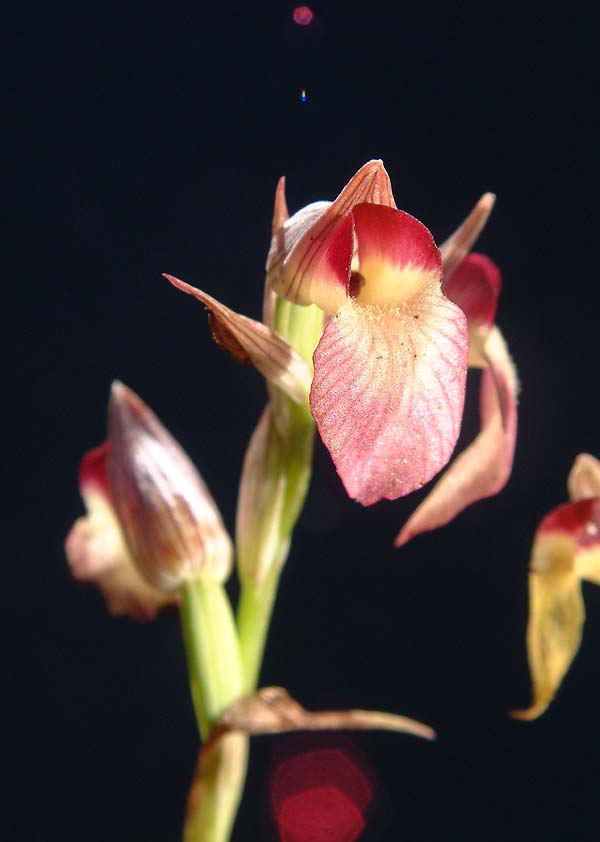
Serapias × pulae
(S. istriaca × S. lingua)

- Serapias × ambigua Rouy ex E.G.Camus (1892) (S. cordigera × S. lingua)
- Serapias × intermedia Forest. ex F.W. Schultz (1851) (S. lingua × S. vomeracea)
- Serapias × lupiensis Medagli & al. (1993) (S. lingua × S. politisii)
- Serapias × meridionalis E.G. Camus (1892) (S. lingua × S.neglecta)
- Serapias × oulmesiaca H. Baumann & Künkele (1989) (S. lingua × S. lorenziana)
- Serapias × pulae Perko, 1998 (S. istriaca × S. lingua)
- Serapias × todaroi Tineo (1817) (S. lingua × S. parviflora)

Sono documentati anche diversi ibridi intergenerici con specie del genere Anacamptis:
- × Serapicamptis barlae (K.Richt.) J.M.H.Shaw, 2005 (A. papilionacea × S. lingua)
- × Serapicamptis capitata (E.G.Camus) H.Kretzschmar, Eccarius & H.Dietr., 2007 (A. morio × S. lingua)
- × Serapicamptis correvonii (E.G.Camus & A.Camus) J.M.H.Shaw, Orchid Rev., 2005 (A. morio × S. lingua)
- × Serapicamptis duffortii (E.G.Camus) H.Kretzschmar, Eccarius & H.Dietr., 2007 (A. coriophora × S. lingua)
- × Serapicamptis forbesii Godfery, 1921  (A. pyramidalis × S. lingua)
- × Serapicamptis timbali (K.Richt.) H.Kretzschmar, Eccarius & H.Dietr., 2007 (A. laxiflora × S. lingua)

### Specie simili
Fa parte del gruppo Serapias lingua, caratterizzato dalla presenza, alla base dell'ipochilo del labello, di una callosità basale indivisa, reniforme. Altre specie del gruppo, tutte con numero cromosomico 2n=72, sono:
- Serapias olbia Verg., 1908
- Serapias stenopetala Maire & Stephenson - endemica dell'Algeria
- Serapias strictiflora Weilwitsch ex Veiga (sin.: Serapias gregaria Godfery; Serapias elsae P.Delforge)